# 欧蒂 (索姆省)
欧蒂（法語：Authie，法語發音：[oti] ⓘ）是法国上法蘭西大區索姆省的一个市镇，属于亚眠区。

## 地理
欧蒂（50°7'11"N, 2°29'19"E）面积9.93 平方千米，位于法国上法蘭西大區索姆省，该省份为法国北部沿海省份，北起加来海峡省和北部省，西接滨海塞纳省和大西洋英吉利海峡，南至瓦兹省，东临埃纳省。
与欧蒂接壤的市镇（或旧市镇、城区）包括：阿图瓦地区帕、卢旺库尔、法姆雄、比莱萨图瓦、圣莱热莱索蒂、蒂耶夫尔、沃谢勒莱索蒂。

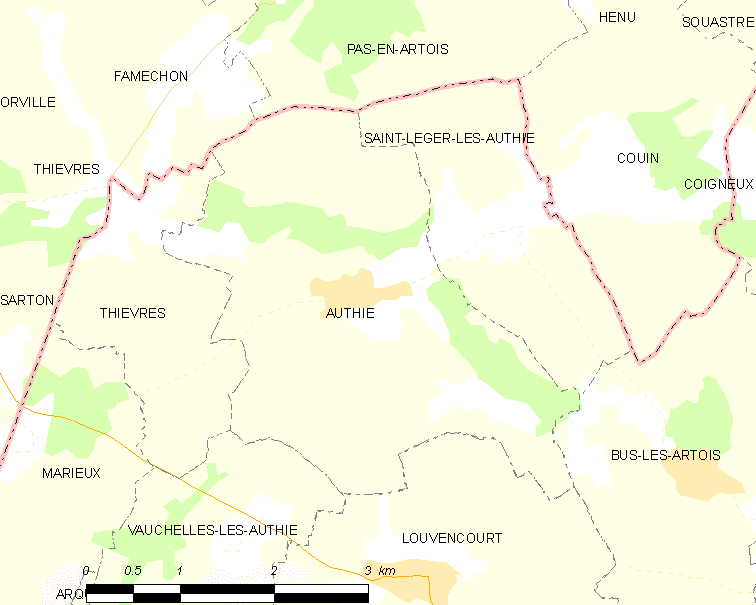
的OSM定位图

欧蒂的时区为UTC+01:00、UTC+02:00（夏令时）。

## 行政
欧蒂的邮政编码为80560，INSEE市镇编码为80043。

## 政治
欧蒂所属的省级选区为阿尔贝县。

## 人口

1962-2008年间人口变化图示

欧蒂于2022年1月1日时的人口数量为258人。